# 1910 en aéronautique
Chronologie de l'aéronautique
- 1906
- 1907
- 1908
- 1909
- 1910
- 1911
- 1912
- 1913
- 1914

Cet article présente les faits marquants de l'année 1910 en aéronautique.

## Évènements

### Janvier
- 1er janvier : 
  - instauration du Brevet de pilote en France. Seize de ces brevets ont déjà été attribués à titre honorifique à seize pionniers le 7 octobre 1909;
  - création d'A.V.Roe and Company à Manchester, une des premières entreprises au monde dédiée à la construction aéronautique.

- 4 janvier : le pionnier français Léon Delagrange (Brevet de pilote no 3) se tue sur l'aérodrome de Croix d'Hins près de Bordeaux sur un Blériot.

- 7 janvier : Hubert Latham atteint les 1 000 mètres d'altitude en avion, à Mourmelon.

- 8 janvier : premier vol de l'avion français « Sommer ».

- Janvier : premier vol en avion effectué en Amérique du Sud. H. Bregi réalise cette première à Buenos Aires sur un « Voisin ».

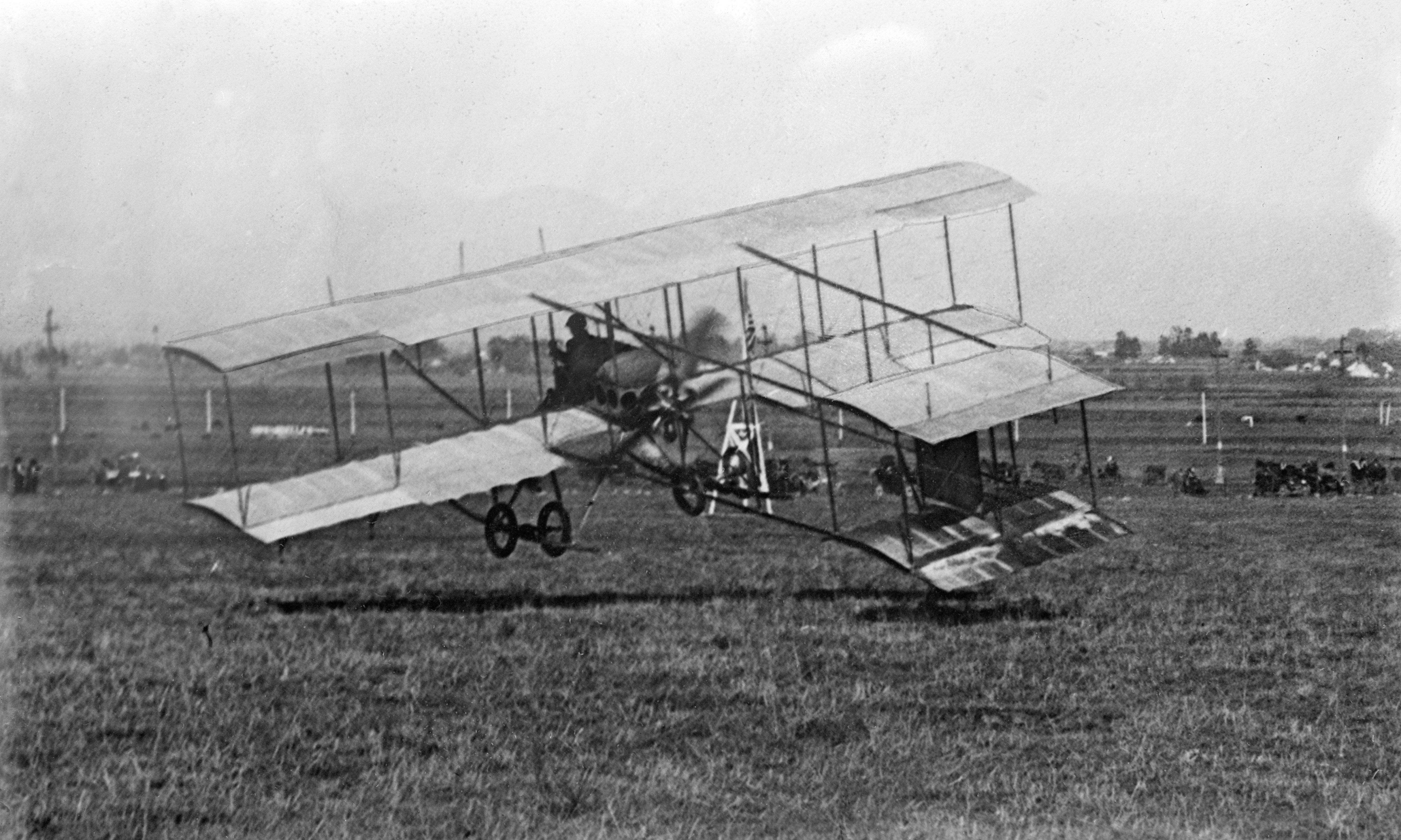
10 -20 janvier : Louis Paulhan sur un Farman III au meeting aérien de Los Angeles

- 10  au  20 janvier : premier meeting aérien de Los Angeles (États-Unis). Le pilote français Louis Paulhan (brevet de pilote no 10) est l'invité vedette de ce meeting. Ce dernier améliore d'ailleurs le 12 janvier le record d'altitude : 1 209 mètres.

### Février
- 9 février : arrivée par bateau du premier avion en Inde. C'est un « Blériot ». Il est longtemps en douane, car il ne figurait pas sur la liste des produits autorisés à l'importation.

- 11 février : le Français Julien Mamet effectue le premier vol en avion en Espagne avec un « Blériot ».

### Mars
- 6 mars : la baronne de Laroche est la première femme à obtenir son brevet de pilote (no 36).

- 10 mars : premier vol de nuit effectué par le Français Émile Aubrun à Villalugano, près de Buenos Aires en Argentine.

- 13 mars : Paul Engelhard (de) effectue le premier vol en aéroplane en Suisse.

- 21 mars : le magicien Harry Houdini, alors en tournée en Australie, effectue sur son avion personnel, un « Voisin », le premier vol officiellement enregistré en Australie.

- 27 mars : le meeting de Cannes- Aviation débute, la manifestation se tenant à l'aérodrome de la Napoule jusqu'au 3 avril 1910. Les aviateurs Christiaens, Frey et Crochon étant les gagnants de la première journée de compétition[1].

- 28 mars : premier vol sur 800 mètres de l'hydravion de l'ingénieur Henri Fabre sur l'étang de Berre. Il s'agit d'un appareil de type « canard » — ailerons à l'avant et ailes à l'arrière — équipé d'un moteur de 50 chevaux et de flotteurs permettant l'envol et l'amerrissage sur une surface liquide.

### Avril
- Création d'un embryon d'Armée de l'air en France avec un commandement spécifique.

- 7 avril : le Français Guyot effectue le premier vol en avion en Pologne.

- 18 avril :
  - premier vol de l'hydravion américain « Flying Fish »;
  - la première conférence sur la navigation aérienne se tient à Paris.
  - W. Brooking effectue sur un « Wright » le premier vol de nuit aux États-Unis.

- 23 avril : le Français Hubert Latham bat le record de vitesse pure en avion sur une « Antoinette » : 77,579 km/h et remporte la course d’aéroplanes entre Nice – Cap Ferrat (aller-retour) avec un chrono de  16 min, 46 s, 3/5, face aux pilotes Métrot, Efimoff, Rolls, Riemsdyck, Chavez, Duray et Van den Born[2].

- 25 avril : aéroplanes brisés, hangars saccagés et brûlés, plusieurs blessés, charge de la gendarmerie: voilà le bilan de ce 25 avril 1910 lors d'un meeting aérien à l’aérodrome de Durango, en Espagne. Les spectateurs manifestant leur mécontententement, après des heures d'attente sans voir le moindre aviateur dans le ciel![3]

- 27 - 28 avril : le Français Louis Paulhan remporte la course aérienne organisée par le Daily Mail entre Londres et Manchester. Il est le premier homme à voler sur une distance de plus de 100 km en ligne droite.

### Mai
- 25 mai : les frères Wright volent pour la première fois ensemble.

- 28 mai : L'aviateur français Louis Paulhan va évoluer au-dessus de l'ossuaire de Solférino pour y lancer de son aéroplane des roses et des œillets rouges, afin de rendre hommage aux soldats morts lors de cette célèbre bataille[4].

- 29 mai : l'Américain Glenn Curtiss relie Albany et New York, soit 220 km en 2 heures et 50 minutes.

### Juin
- 2 juin : Charles Stewart Rolls, créateur avec Henry Royce de la célèbre firme de moteurs, accomplit à bord d'un biplan Short-Wright, la première traversée de la Manche aller et retour sans escale.

- 9 juin : première mission aérienne opérationnelle pour les aviateurs de l'armée française[5]. Le lieutenant Albert Féquant et le capitaine Charles Marconnet relient Châlons à Vincennes[6].

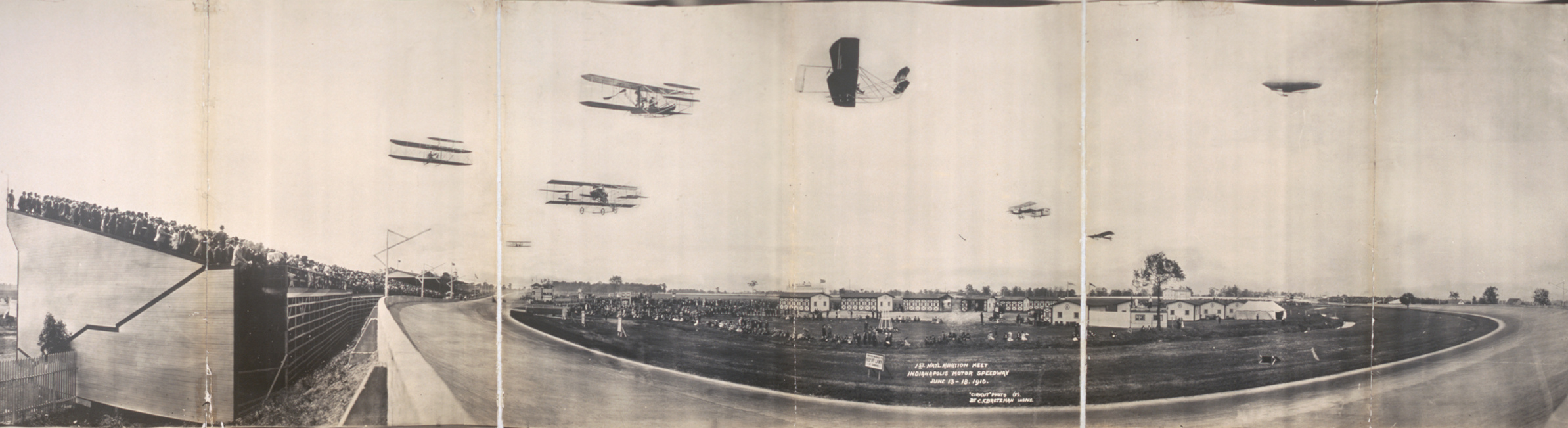
13-18 juin : Meeting à Indianapolis

- 14 juin : l'Américain Brookings bat le record d'altitude en avion sur un Wright : 1 335 mètres.

- 19 au 26 juin : Grande Semaine d'aviation de Rouen.

- 23 juin : l'aviateur Cody est victime d'un accident d'aéroplane au camp d’Aldershot, s'écrasant plus exactement dans la plaine de Laffan, à cause d'une rafale de vent[7].

### Juillet
- 3  au 10 juillet : 2e Grande Semaine d'aviation de la Champagne à Reims. Les appareils « Blériot » raflent tous les prix.

- 7 juillet : à Reims, le Français Hubert Latham bat le record d'altitude en avion sur une « Antoinette » : 1 384 mètres. Ce record est battu dans la journée par le Belge Jan Olieslagers : 1 720 mètres sur un « Blériot ».

- 9 juillet : à Reims, Léon Morane améliore le record du monde de vitesse en aéroplane avec 106,508 km/h à bord d'un « Blériot ».

- 10 juillet : à Reims, le Belge Olieslagers bat le record de durée de vol sur un « Blériot » : 5 heures, 3 minutes et 3 secondes.

- 12 juillet : Charles Rolls se tue à Bournemouth dans un accident aérien. C'est la première victime aérienne britannique de l'histoire.

- 14 juillet : Guillaume Busson devient le 4e pilote de l'histoire de l'aviation à évoluer dans le ciel parisien après le comte de Lambert, Emile Dubonnet et Champel. Un vol réalisé en début de soirée du 14 juillet 1910 avec un appareil monoplan Blériot[8].

- 15 juillet : le tsar Boris de Bulgarie est le premier souverain régnant à effectuer son baptême de l'air en avion. Le pilote belge Kiewit est à l'origine de cette première.

- 29 juillet : premier vol de l'avion britannique Bristol Boxkite.

- 30 juillet : le Belge Jan Olieslaegers devient le nouveau recordman d'altitude en aéroplane : avec un monoplan, il a "grimpé" jusqu'à 1 439 mètres lors du meeting national d’aviation de Stockel[9].

### Août
- Le deuxième brevet de pilote féminin est attribué à la Belge Hélène Dutrieu (no 27).
- 1 août : l'aviateur anversois Jules Tyck établit lors du meeting national d’aviation de Stockel le nouveau record d'altitude, soit 1 700 mètres avec un monoplan signé du constructeur français Louis Blériot[10].

- 3 août : le Belge Jan Olieslagers bat le record d'altitude en avion sur Blériot avec 1 524 mètres.

- 7 au 17 août : le Français Leblanc remporte la course du « Circuit de l'Est » sur un « Blériot »[11]. La course part de Paris et passe par Troyes (1h32), Nancy (4h), Charleville, Brayelle et Amiens pour un retour sur Paris. Le vainqueur gagnait 100 000 fr.

- 11 août : 
  - l'Américain Drexel bat le record d'altitude en avion sur un « Blériot » : 2 012 mètres;
  - l'Américain Drexel bat le record d'altitude en avion sur un « Blériot » : 2 913 mètres.

- 15 août : le Français Louis Paulhan gagne le prix du Daily Mail récompensant le pilote ayant volé le plus de kilomètres entre le 15 août 1909 et le 15 août 1910. Paulhan totalise sur les douze derniers mois 1 290,9 km.

- 17 août : le Franco-Américain John Moisant effectue le premier transport de passagers au-dessus de la Manche en emportant son mécanicien à bord de son « Blériot » biplace.

- 24 août : les aviateurs Ruchonnet et Daudret réalisent le premier vol au-dessus de Bordeaux avec un monoplan « Antoinette », au départ de l’aérodrome de Beau-Désert[12].

- 27 août : Frederick Baldwin et John McCurdy embarquent un émetteur radio à bord de leur biplan « Curtiss » et transmettent des messages au sol.
- Fin du mois : Lilian Bland devient la première femme à concevoir et construire un avion.

### Septembre
- Première utilisation d'avions en condition de combat dans l'armée française à l'occasion de manœuvres en Picardie.

- 23 septembre : Jorge Chavez Dartnell franchit les Alpes en monoplan « Blériot » entre la Suisse et l'Italie (de Brigue à Domodossola). Il se blesse à l'atterrissage et meurt le 27 septembre des suites de ces blessures.

- 26 septembre : Alors qu'ils participent au prix de l’Automobile-Club et au prix du conseil municipal de Paris, les aviateurs Mahieu et Loridan se crashent respectivement à la Fère et à Saint-Quentin[13].

- 27 septembre : le Français Hubert Latham atteint en avion la vitesse de 110 km/h.

- 27 septembre : mort de l'aviateur Chavez, à la suite de son accident le 23 septembre 1910 avec son monoplan Blériot XI à moteur Gnome de 50 chevaux de puissance, qui a perdu ses ailes en arrivant trop vite en vol plané pour se poser, après avoir réussi la traversée des Alpes. Une chute de 10 mètres qui lui coûtera finalement la vie[14].

- 28 septembre : le Français Tabuteau effectue le premier survol des Pyrénées, reliant Biarritz et Saint-Sébastien.

### Octobre
- 2 octobre : au-dessus de Milan, première collision aérienne de l'histoire entre un « Farman », piloté par le capitaine Bertram Dickson, et une « Antoinette » pilotée par un certain Thomas. Les pilotes survivent au crash.

- 8 octobre : baptême de l'air en avion pour le président des États-Unis, Theodore Roosevelt.

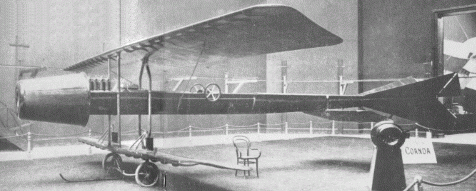
Le premier avion à réaction de Henri Coandă exposé au salon de la Locomotion Aérienne

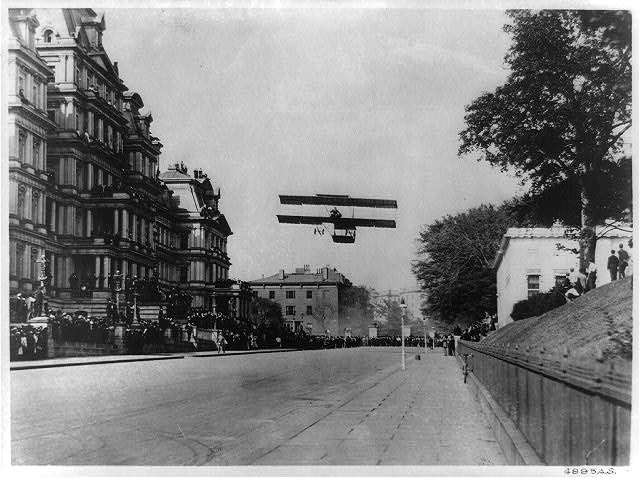
14 octobre : le pilote britannique Claude Grahame-White vole sur un Farman III le long de W. Executive Avenue, Washington, D.C.

- 15 octobre - 2 novembre : 2e Exposition de la Locomotion aérienne au Bourget].

- 15 octobre: l’aéronaute Wellman décolle du New Jersey avec son ballon « America » pour réaliser un vol jusqu'en Europe, malheureusement, après quatre jours de vol, le raid prend fin, sans être arrivé à bon port[15].

- 16 octobre : première traversée de la Manche jusqu'à Londres en dirigeable, soit un trajet de 390 km en 6 heures par le Clément-Bayard II d'Adolphe Clément.

- 16 et 17 octobre : premier voyage en avion Paris - Bruxelles et retour, soit un trajet de 310 km en 5 heures et 39 minutes de vol.

- 28 octobre : le Français Tabuteau bat le record de distance sur circuit fermé en avion : 465,720 km en 6 heures.

- 29 octobre : le Français Leblanc bat le record de vitesse pure en avion sur un « Blériot » : 109,756 km/h. C'est toutefois le Britannique Graham White qui remporte la Coupe Gordon Bennett en remportant la course de 100 km en 1 heure et 1 minute, soit une moyenne horaire de 98,552 km/h.

- 31 octobre : l'Américain Johnston bat le record d'altitude en avion : 2 960 mètres, sur un « Wright ».

### Novembre
- 14 novembre : le premier décollage d'un avion en mer a eu lieu à titre expérimental à bord du croiseur américain USS Birmingham. C'est le pilote américain Eugene Ely qui a réalisé l'exploit à bord d'un biplan Curtiss 1911 modèle D.
- 27 novembre : tout juste brevetée, l’aviatrice Marie Marvingt va réaliser un vol de 53 minutes au camp de Châlons avec un monoplan Antoinette[16].

### Décembre
- 8 décembre : le Français Georges Legagneux bat le record d'altitude en avion : 3 100 mètres, sur un « Blériot ».

- 11 décembre : premier vol en circuit fermé de plus de 500 km, par Georges Legagneux à Pau (515,9 km en 5 heures et 59 minutes).

- 15 décembre : possible (controversé) premier vol en avion en Asie. Le Belge Van den Born effectue un vol à Saïgon.

- 18 décembre : le Français Henri Farman bat le record de durée de vol : 8 heures, 12 minutes et 47 secondes sur un « Farman ».

- 18 décembre : Thomas Sopwith remporte le prix du baron de Forest avec son biplan Howard T Wright[17].

- 20 décembre : le Belge J. Tijck effectue le premier vol en avion en Inde (Calcutta).

- 22 décembre : la Belge Hélène Dutrieu remporte la Coupe Fémina en couvrant 167,2 km en 2 heures et 35 minutes.

- 26 décembre : l’aviateur Laurens réussit à effectuer un vol de 100 kilomètres en 1 heure et 16 minutes, avec un aéroplane monoplan REP, ce qui lui vaudra de remporter la Coupe Deperdussin dotée de 25 000 francs[18].

- 28 décembre : l'ingénieur anglais Willows achève son raid Londres - Paris réalisé en deux mois avec le ballon dirigeable « le City of Cardiff »[19].

- 30 décembre : le Français Tabuteau remporte sur un « M. Farman », la Coupe Michelin Internationale 1910 en couvrant 584,935 km en 7 heures, 48 minutes et 31 secondes. Une performance signée dans le ciel de Buc, le pilote devançant entre autres Henry Farman, Pierre Marie, Louis Bréguet et Legagneux qui avaient tenté un dernier vol sans succès au dernier jour de la compétition[20].
- 31 décembre : 
  - le Français Henri Farman remporte la « Coupe Archdeacon » en effectuant un vol de 350,080 km;
  - S.F. Cody remporte le Trophée « British Empire Michelin » avec un vol de 185 miles et 787 yards en 4 heures et 47 minutes. Très distancés à l'époque des pionniers, les Britanniques ont rattrapé une bonne partie de leur retard sur les Français.
  - John Moisant se tue en Louisiane, éjecté de son Blériot dans une ultime tentative de reprendre la coupe Michelin.